# Mordellistena sibirica
Mordellistena sibirica es una especie de coleóptero de la familia Mordellidae.

## Distribución geográfica
Habita en Siberia.